# Stacja Techniczno-Postojowa Karolin
Stacja Techniczno-Postojowa Karolin, STP Karolin (dawniej: STP Mory) – budowana stacja techniczno-postojowa metra warszawskiego dla linii M2 na Karolinie w dzielnicy Bemowo, w Warszawie, przy granicy z Morami.

## Opis
Obszar stacji techniczno–postojowej Karolin ograniczony jest infrastrukturą kolejową PKP od strony południowej, nieruchomością Instytutu Energetyki od strony północnej, al. 4 Czerwca 1989 r. (ul. Nowolazurową) od strony wschodniej oraz ul. Gierdziejewskiego od strony zachodniej (gmina Ożarów Mazowiecki).
W 2018 r. podpisano umowę z konsorcjum firm Gulermak i Astaldi.
W sierpniu 2020 roku STP wraz z ostatnim odcinkiem drugiej linii metra uzyskała komplet decyzji administracyjnych. W lutym 2021 przeprowadzono wycinkę drzew i krzewów na terenie przyszłej stacji. Pas budowy o długości ok. 2 km częściowo znajduje się na terenie gminy Ożarów Mazowiecki. Spodziewany termin zakończenia prac to 2026 rok.